# WASP-71 b
WASP-71 b (также известна как Танзанит) — подтверждённая экзопланета, вращающаяся вокруг звезды одиночной звезды WASP-71. Находится на расстоянии около 1195 св. лет (366,5 парсек) от Солнечной системы. Планета была открыта с помощью транзитного метода группой астрономов, работающих в рамках программы SuperWASP в 2012 году.
WASP-71 b относится к классу горячих юпитеров. Планета вращается на расстоянии около 0,046 а. е. от своей звезды, её орбитальный период составляет 2,9 дня. Отношение массы и радиуса планеты к массе и радиусу Юпитера составляет 225,8 % и 150 % соответственно.